# Кугаево
Кугаево — село в Казанском районе Тюменской области России. Входит в состав Дубынского сельского поселения.

## Климат
Климат континентальный с холодной продолжительной зимой и тёплым относительно коротким летом. Средняя температура воздуха самого холодного месяца (января) — −18 °C (абсолютный минимум — −45 °C). В летние месяцы температура может повышаться до 40 °C. Безморозный период длится в среднем 115—125 дней. Среднегодовое количество атмосферных осадков составляет 350 мм, из которых большая часть выпадает в тёплый период.

## История
До 1923 года входила в состав Дубынской волости Ишимского уезда Тюменской губернии.  К 1925 году входила в состав Дубынского сельсовета Ильинского района Ишимского округа Уральской области.

## Население
| 2010 |
| ---- |
| 103  |

По данным переписи 1926 года в деревне проживало 485 человек (237 мужчин и 248 женщин), в том числе: русские составляли 99 % населения.
Согласно результатам переписи 2002 года, в национальной структуре населения русские составляли 71 % из 117 чел.

## Известные уроженцы, жители
Гугняк, Яков Анисимович (1919-1991)  — советский военный и государственный деятель, генерал-лейтенант.

## Инфраструктура
Личное подсобное хозяйство с зоной сельскохозяйственного использования, индивидуальная застройка усадебного типа. По данным на 1926 год село состояла из 94 хозяйств.

## Транспорт
Автобусное сообщение с райцентром.  Остановка общественного транспорта «Поворот на Кугаево». 